# Lumban Sianturi
Lumban Sianturi is een bestuurslaag in het regentschap Humbang Hasundutan van de provincie Noord-Sumatra, Indonesië. Lumban Sianturi telt 339 inwoners (volkstelling 2010).